# Crying (álbum de Roy Orbison)
Crying es el tercer álbum de estudio del músico estadounidense Roy Orbison, publicado por la compañía discográfica Monument Records en 1962. El álbum incluyó las canciones «Running Scared», número uno en la lista Billboard Hot 100, y «Crying», que alcanzó la segunda posición en la misma lista. La canción que da título al álbum fue galardonada con un Premio del Salón de la Fama de los Grammy, y en 2004 fue situada en el puesto 69 de la lista de las 500 mejores canciones de todos los tiempos según la revista Rolling Stone. Crying alcanzó también el puesto 21 en la lista estadounidense Billboard 200, la mejor posición para un álbum de Orbison hasta el lanzamiento en 1989 de Mystery Girl. 

## Lista de canciones
Todas las canciones compuestas por Roy Orbison y Joe Melson excepto donde se anota.
Cara A
1. "Crying" - 2:45
2. "The Great Pretender" (Buck Ram) - 3:02
3. "Love Hurts" (Boudleaux Bryant) - 2:28
4. "She Wears My Ring" (Felice & Boudleaux Bryant) - 2:30
5. "Wedding Day" - 2:06
6. "Summersong" - 2:45

Cara B
1. "Dance" - 2:52
2. "Lana" - 2:17
3. "Loneliness" - 2:27
4. "Let's Make a Memory" - 2:18
5. "Nite Life" - 2:32
6. "Running Scared" - 2:14

## Posición en listas
| País           | Lista         | Posición |
| -------------- | ------------- | -------- |
| Estados Unidos | Billboard 200 | 21       |

| Sencillo         | País           | Lista             | Posición |
| ---------------- | -------------- | ----------------- | -------- |
| «Running Scared» | Estados Unidos | Billboard Hot 100 | 1        |
| «Running Scared» | Reino Unido    | UK Singles Chart  | 9        |
| «Crying»         | Estados Unidos | Billboard Hot 100 | 2        |
| «Crying»         | Reino Unido    | UK Singles Chart  | 25       |